# Крукед-Ривер (приток Дешута)
Крукед-Ривер (англ. Crooked River) — река в штате Орегон (США), правый приток реки Дешут. Длина реки Крукед-Ривер составляет около 249 км. 

## География

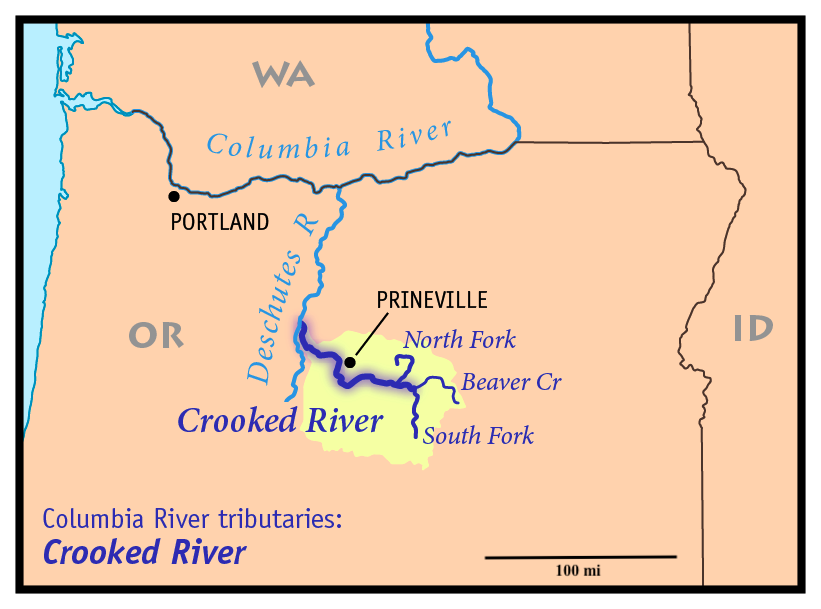
Бассейн реки Крукед-Ривер

Река Крукед-Ривер начинается в округе Крук (Орегон), на высоте 1104 м, при слиянии водотоков Бивер-Крик и Саут-Форк-Крукед-Ривер. После этого река течёт сначала в западном, а затем в северо-западном направлении, протекая по округам Крук, Дешут и Джефферсон. На реке находится город Прайнвилл — административный центр округа Крук.
Основные притоки — Норт-Форк-Крукед-Ривер (правый приток, впадает на высоте 1061 м), Очоко-Крик (правый приток, впадает на высоте 864 м) и Мак-Кей-Крик (правый приток, впадает на высоте 863 м). Река Крукед-Ривер впадает в реку Дешут в округе Джефферсон, на высоте 594 м — в этом месте река Дешут протекает через водохранилище Билли-Чинук.  
Площадь водосборного бассейна реки Крукед-Ривер — около 11 140 км². Помимо округов Крук, Дешут и Джефферсон, по которым протекает река, бассейн включает в себя часть территории округа Уилер, по которому протекает Очоко-Крик.
Cредний расход воды в реке Крукед-Ривер в её нижнем течении вблизи бывшего населённого пункта Опал-Сити — 11,5 м³/c (по усреднённым данным 2004—2013 годов). Наибольший средний расход воды за этот период был в 2011 году — 23,3 м³/c. 

## История
Задолго до того, как в 1860-х годах долину реки Крукед-Ривер стали активно заселять американские поселенцы, она была известна путешественникам и торговцам мехом. Главный населённый пункт в долине реки — Прайнвилл — был основан в 1871 году под названием «Прайн» (Prine), в честь Барни Прайна (Barney Prine), одного из ранних поселенцев, который жил у места впадения Очоко-Крика в Крукед-Ривер. Прайн был переименован в Прайнвилл в 1872 году, а в 1880 году он стал городом. Важными занятиями в долине реки были скотоводство и овцеводство.
Начиная с 1910-х годов стала чувствоваться нехватка воды, необходимой для ирригации. Постройка плотины и водохранилища на Очоко-Крике не смогла решить эту проблему. В 1961 году на реке Крукед-Ривер была построена плотина Артура Боумена, в результате чего образовалось водохранилище Прайнвилл. Это помогло в значительной мере решить проблему ирригации. В 1962 году у водохранилища был открыт парк Прайнвилл, а за три года до этого, в 1959 году, на реке Крукед-Ривер был открыт парк Смит-Рок. В 1988 году три участка бассейна реки Крукед-Ривер (два участка самой реки и один участок её притока Норт-Форк-Крукед-Ривер) были включены в Национальную система диких и живописных рек США.